# Gabriel Moisson de Vaux
Gabriel-Pierre-François Moisson de Vaux (6 mai 1742 à Caen - 8 septembre 1802 à Colombelles) est un homme politique et botaniste français.

## Biographie
Fils de Pierre Jacques Mathieu Moisson d'Urville († 15 décembre 1775), avocat du roi au siège présidial de Caen, directeur de l'académie des sciences de Caen, il étudie les sciences naturelles et spécialement la botanique. 
Lieutenant au régiment de Dauphin-Étranger cavalerie, il prend part aux campagnes de 1758 à 1761 de la guerre de Sept Ans en Allemagne, puis quitte le service pour se consacrer à son goût pour les plantes, qu'il met en œuvre entre 1762 et 1788 quand il acquiert la propriété du château de la Ferrière (Vaux-sur-Aure).
Au moment de la Révolution, il est nommé président du directoire du district de Bayeux. En sa qualité de membre de la commission chargée de la recherche des objets d'art, il consigne la conservation de la tapisserie de Bayeux par lettre du 26 prairial an II (14 juin 1794).
Il est à l'initiative de la plantation de l'arbre de la liberté le 30 mars 1797, un platane de sa sélection, dans la cour du palais épiscopal de Bayeux.
Le 22 germinal an V (11 avril 1797), il est élu député du Calvados au Conseil des Cinq-Cents. Il prend place parmi les modérés et sollicite la reprise des travaux du port de Caen et l'exécution des anciens travaux de jonction de l'Orne à la Loire. 
Rendu à la vie privée le 4 septembre 1797 (élection annulée), il parcourt une partie de la France en herborisant et en étudiant les différentes méthodes agricoles. Il devient vice-président de la société d'agriculture de Caen et membre de l'académie des sciences, arts et belles-lettres de Caen.
Il est nommé membre du conseil général du Calvados, avec la qualité de secrétaire (loi du 28 pluviôse an VIII (17 février 1800). Le 6 floréal an VIII (26 avril 1800), la place de maire de Caen lui est proposée ; il préféra que cette fonction revînt à Jean-Baptiste Daigremont Saint-Manvieux.
Son collègue académicien Pierre-Aimé Lair dresse une notice historique à sa mort .

## Famille

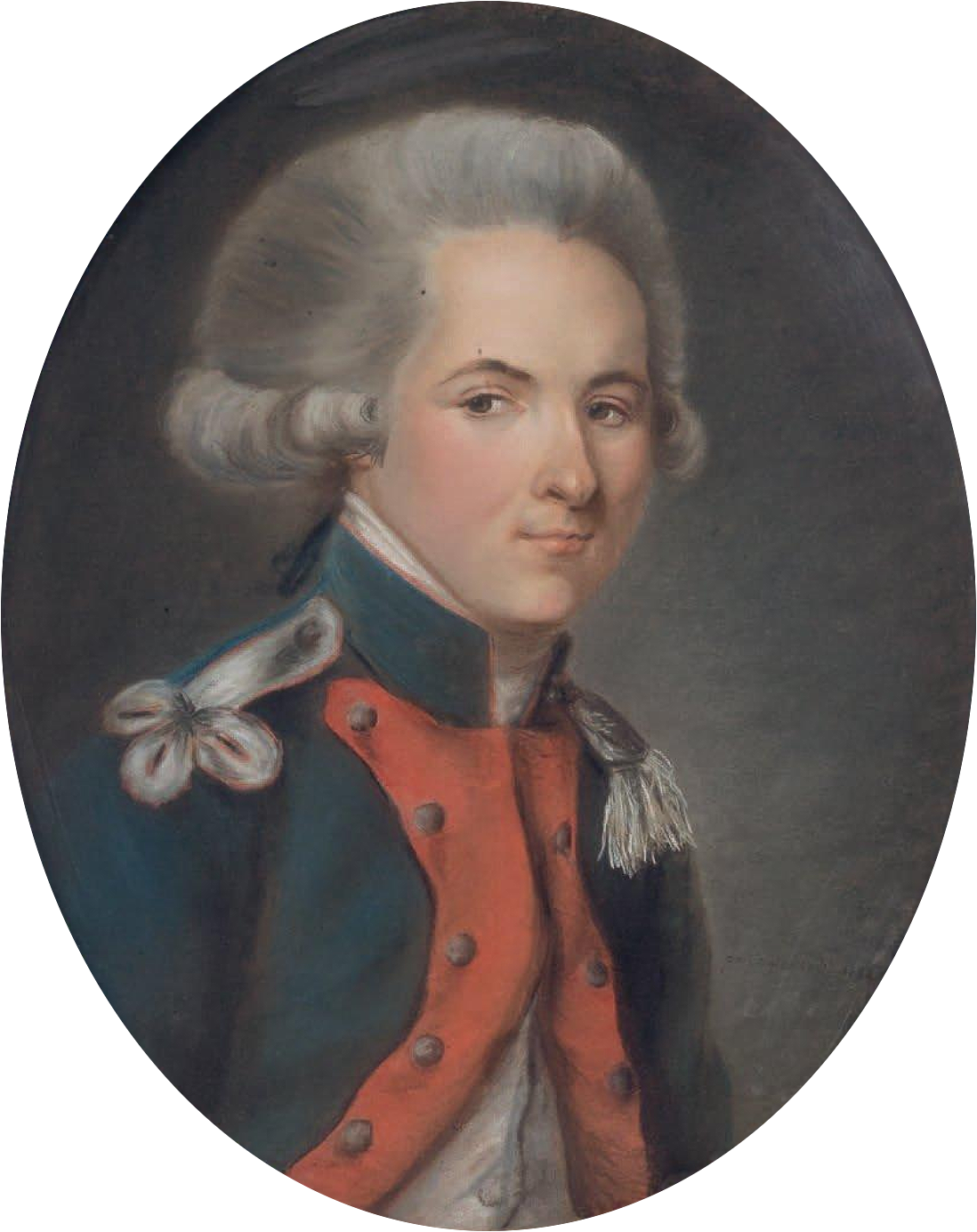
La capitaine des Dragons de la Reine Moisson de Vaux

Moisson de Vaux se marie à Bayeux à Mlle Jeanne Marie Anne de Rotz de la Madeleine.
- Louise Julie, morte le 16 avril 1794, mariée à un membre de la famille Bazin de Bezons ;
- Michel Victor Frédéric, chevalier de la Légion d'honneur[4], capitaine au régiment de La Reine dragons, fait baron par Napoléon en 1811, fut écuyer et intendant général de la reine Hortense de Beauharnais, jusqu'à la mort de cette dernière. Sa femme fut dame d'honneur de l'impératrice Joséphine ;
- son petit-fils Amédée Ferdinand, officier de la Légion d'honneur[5] devient banquier et épouse Coraly Ouvrard de Cabarrus, fille de Madame Tallien.
- Raoul de Vaux, petit-fils du précédent.

## Postérité
Bayeux conserve la mémoire du parc Moisson de Vaux.
L'hôtel Tardif est l'héritier des travaux botaniques qu'y mena Moisson de Vaux quand il y résida.